# Więzień labiryntu (film)
Więzień labiryntu (ang. The Maze Runner) – amerykański film fantastycznonaukowy wyreżyserowany przez Wesa Balla w 2014 roku, jako jego reżyserski debiut. Film powstał na podstawie książki Jamesa Dashnera pod tym samym tytułem. W głównych rolach występują Dylan O’Brien, Kaya Scodelario, Thomas Brodie-Sangster, Ki Hong Lee, Will Poulter oraz Patricia Clarkson.

## Fabuła
Nastoletni Thomas (Dylan O’Brien) budzi się w ciemnej windzie, nie pamiętając niczego. Trafia do Strefy – zamkniętego obszaru zamieszkanego przez grupę chłopców, którzy dostali się tam w identyczny sposób. Każdego ranka mur otaczający Strefę otwiera się, ukazując wejście do Labiryntu, z którego od dwóch lat najstarsi mieszkańcy próbują znaleźć wyjście. Wszystko zaczyna się zmieniać, gdy do Strefy trafia dziewczyna w śpiączce – Teresa (Kaya Scodelario).

## Obsada
- Dylan O’Brien jako Thomas
- Kaya Scodelario jako Teresa
- Thomas Brodie-Sangster jako Newt
- Ki Hong Lee jako Minho
- Aml Ameen jako Alby
- Will Poulter jako Gally
- Blake Cooper jako Chuck
- Dexter Darden jako Frypan
- Jacob Latimore jako Jeff
- Chris Sheffield jako Ben
- Joe Adler jako Zart
- Alexander Flores jako Winston
- Randall D. Cunningham jako Clint
- Patricia Clarkson jako Ava Paige

## Produkcja

### Ekipa filmowa
- reżyseria: Wes Ball
- scenariusz: Noah Oppenheim, T.S. Nowlin, Grant Pierce Myers, na podstawie powieści Jamesa Dashnera
- zdjęcia: Enrique Chediak
- muzyka: John Paesano
- montaż: Dan Zimmerman
- scenografia: Marc Fsichella
- kostiumy: Simonetta Mariano
- produkcja Wyck Godfrey

### Miejsca kręcenia
Zdjęcia do filmu kręcono w Baton Rouge i Jackson (Luizjana, USA). 

## Krytyka
Serwis Rotten Tomatoes wystawił wynik 65% z 104 pozytywnych recenzji.

## Nagrody
Film otrzymał nominacje do Teen Choice Awards za rok 2015 w kategoriach: „Choice Movie:Action,” „Choice Movie Actor: Action ”(Dylan O’Brien), „Choice Movie Actress: Action” (Kaya Scodelario), „Choice Movie: Chemistry” (Dylan O’Brien i Thomas Brodie-Sangster), „Choice Movie: Breakout Star” (Thomas Brodie-Sangster).